# Fahrelnissa Zeid
Fahrelnissa Zeid (en árabe: الأميرة فخر النساء زيد, Fakhr un-nisa o Fahr-El-Nissa; nombre artístico internacional Fahr el Nissa Zeid), (7 de enero de 1901 – 5 de septiembre de 1991) fue una artista turca reconocida por sus obras abstractas en gran escala con elementos caleidoscópicos. También su obra tenía combinaciones de elementos occidentales junto con orientales.
Fue una de las primeras mujeres en ir a la Escuela Imperial de Arte de Estambul, completando sus estudios en la Académie Ranson. En la década de 1930 se casó con un miembro de la familia real Hachemí de Irak, trasladándose a vivir a Berlín, y fue la madre del príncipe Ra'ad bin Zeid. Después de la Segunda Guerra Mundial, vivió en Bagdad y en 1970 se trasladó a Jordania, donde fundó un instituto de Bellas Artes.
Vivió en numerosas ciudades y formó parte de los movimientos de avant-garde en Estambul, en el Berlín previo a la guerra y en el París de la posguerra. Sus obras han sido expuestas en numerosas instituciones en París, Nueva York, y Londres. En el 2017, la Tate Modern organizó una gran retrospectiva de la artista y la identificó como "una de las más grandes mujeres artistas del siglo XX".
Su obra más grande vendida en un remate es Hacia un cielo, pintada en 1953, 2 m x 6 m. Se vendió por casi un millón de libras esterlinas en el 2017.

## Biografía

### Orígenes y juventud

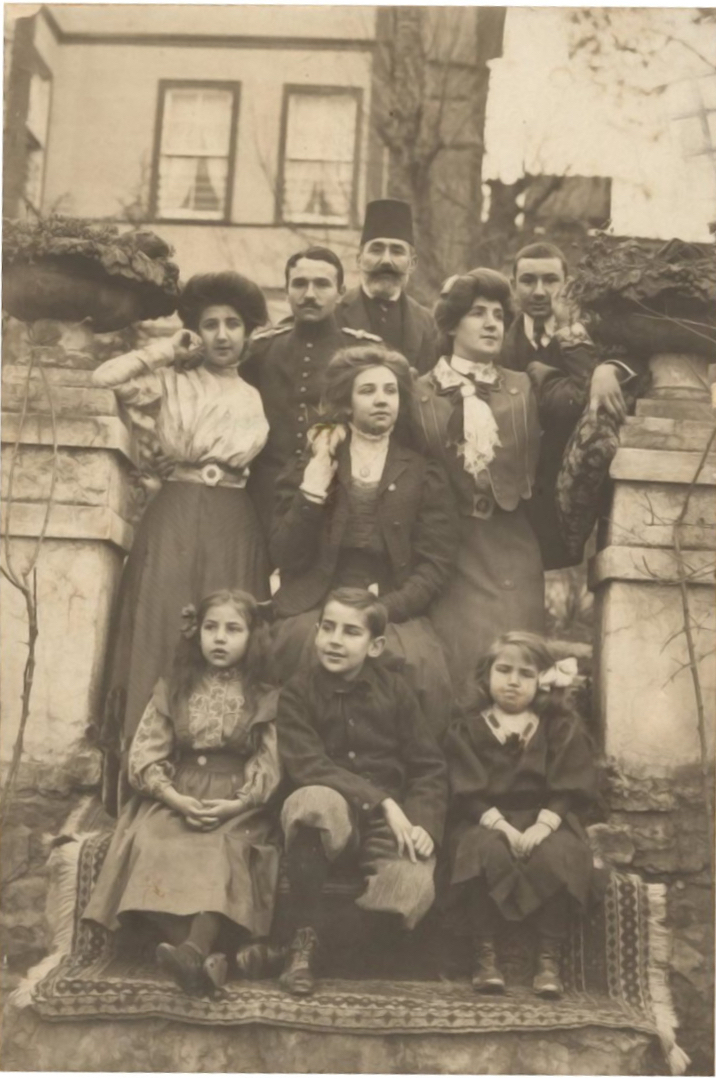
Fahrünissa Şakir (sentada a la izquierda) con su familia en Büyükada (c. 1910)

Fahrelnissa Zeid, nacida Fahrünissa Şakir, nació en una familia otomana de élite en la isla Büyükada en el mar de Mármara. Su tío, Cevat Çobanlı Pasha fue el Gran Visir del Imperio Otomano desde 1891 hasta 1895. El padre de Zeid, Sakir Pasha, fue nombrado embajador en Grecia, donde conoció a la madre de Zeid, Sara İsmet Hanım. En 1913, el padre de Zeid recibió un disparo mortal y su hermano, también llamado Cevat, fue juzgado y condenado por su asesinato.
Zeid comenzó a dibujar y pintar a una edad temprana. Su trabajo más antiguo conocido es un retrato de su abuela, pintado cuando ella tenía 14 años. En 1919, Zeid se inscribió en la Academia de Bellas Artes para Mujeres, en Estambul.
En 1920 con diecinueve años de edad, Zeid contrajo matrimonio con el novelista İzzet Melih Devrim. De luna de miel, Devrim llevó a Zeid a Venecia donde tomó contacto por primera vez con las tradiciones pictóricas europeas. El matrimonio tuvo tres hijos.  Faruk (nacido en 1921) su hijo mayor falleció de fiebre escarlatina en 1924. Su hijo Nejad (nacido en 1923) se convirtió en pintor y su hija Şirin Devrim (nacida en 1926) se convirtió en actriz.
En 1928 Zeid viajó a París y se matriculó en la Académie Ranson, donde estudió con el pintor Roger Bissière. A su regreso a Estambul en 1929, Zeid se inscribió en la Academia de Bellas Artes de Estambul.

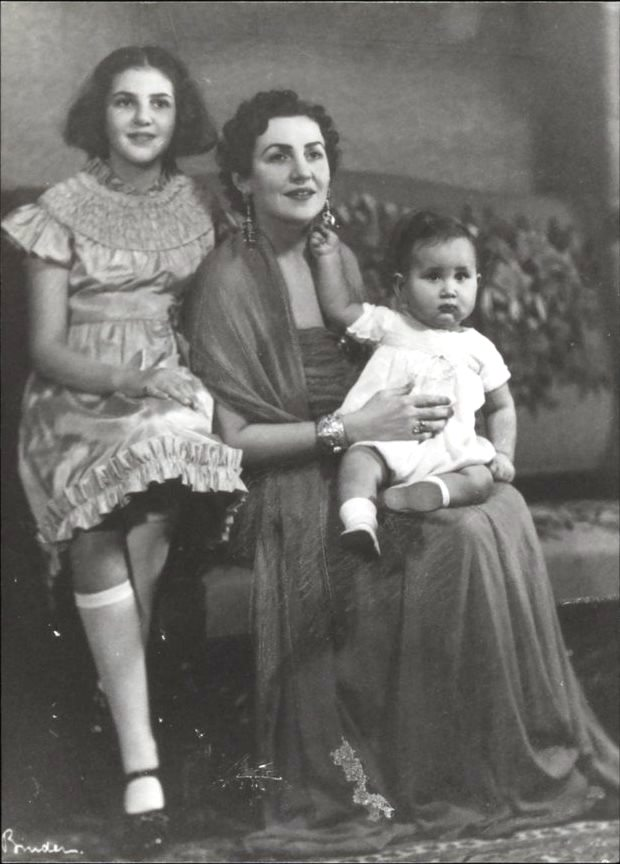
Princesa Zeid con sus hijos la princesa Shirin y el príncipe Raad, Berlín (1937)

### 1930–1944
En 1934 Zeid se divorció de Devrim y se casó con el Príncipe Zeid bin Hussein de Irak, quien en 1935 fue designado primer embajador del Reino de Irak en Alemania. La pareja se mudó a Berlín donde Zeid presidió numerosos eventos sociales en su rol de esposa del embajador. Luego de la anexión de Austria en marzo de 1938, el Príncipe Zeid y su familia regresaron a Irak, estableciéndose en Bagdad. 
Zeid se deprimió en Bagdad y siguiendo el consejo de un doctor vienés regresó a París por una breve temporada. Pasó los siguientes años viajando entre París, Budapest y Estambul, intentando recuperarse y dedicarse de lleno a la pintura. En 1941, ella estaba de regreso en Estambul y se dedicaba a la pintura.
Zeid se involucró con el Grupo d de Estambul, un grupo de pintores avant-garde que trabajaban para la nueva República de Turquía liderada por Mustafa Kemal Atatürk. A pesar de que su relación con el grupo fue breve, las exhibiciones que realizó con el Grupo d a partir de 1944 le dieron confianza para realizar exhibiciones en solitario. La artista inauguró su primera exhibición personal en su casa en Maçka, Estambul en 1944.

### 1945–1957
En 1945, Zeid despejó los ambientes de la recepción de su departamento en Estambul y realizó su primera exhibición individual. En 1946, tras dos exhibiciones individuales en İzmir en 1945 y en Estambul en 1946, Zeid se mudó a Londres donde el príncipe Zeid Al-Hussein fue el primer embajador del reino de Irak ante la corona Británica. Zeid continuó pintando, para lo cual convirtió una sala de la embajada iraquí en su estudio.
A partir de 1947, su estilo se tornó más complejo y su trabajo mudó de la pintura figurativa a la abstracción, en lo que se observa la influencia recibida de los estilos abstractos que surgieron en el París de posguerra. Fusionó en sus pinturas de una manera muy personal sus raíces persa, bizantina, cretense y oriental con conceptos, estilos y técnicas del Modernismo.
En 1948 expuso en Londres en la Galería Saint George. Y la reina Isabel acudió a la inauguración. A causa de su destacada posición en la familia real iraquí, numerosos miembros de la alta sociedad visitaron la exposición. El crítico de arte Maurice Collis visitó y analizó las obras expuestas y posteriormente forjaron una amistad. El prominente crítico de arte y curador francés Charles Estienne se convirtió en un impulsor de su trabajo. 
Durante la década siguiente, vivió entre Londres y París, y Zeid pintó algunas de sus obras más impactantes, experimentando con telas abstractas monumentales que zambullen al observador en universos caleidoscópicos gracias al marcado uso de líneas y colores vibrantes. Zeid expuso en la Galería Dina Vierny en 1953, donde mostró sus obras abstractas El pulpo de Triton, y el Mar de los Zargazos. La exposición fue presentada en el Instituto de Arte Contemporáneo en Londres en 1954. A mediados de la década de 1950 Zeid se encontraba en la cima de su carrera. Por esta época, ella trabò amistad con un grupo de artistas internacionales tales como Jean-Michel Atlan, Jean Dubuffet y Serge Poliakoff, quienes estaban experimentando con abstracción gestual.

### 1958–1991
En 1958, Zeid convenció a su esposo, el príncipe Zeid al-Hussein, de no viajar a Bagdad para actuar como regente a cargo mientras su sobrino, el rey Faisal II, se tomaba unas vacaciones, cosa que el príncipe solía hacer. Así el matrimonio se dirigió a su casa de vacaciones en la isla de Ischia en el Golfo de Nápoles. El 14 de julio de 1958 hubo un golpe militar en Irak y toda la familia real fue asesinada. El príncipe Zeid y su familia se salvaron de ser asesinados y se les concedió 24 horas para desocupar la embajada de Irak en Londres.
Zeid y su familia se mudaron a un apartamento en Londres, donde ella preparaba la comida. La experiencia la impulsó a pintar sobre huesos de pollo, y posteriormente a crear esculturas a partir de huesos conformados con resinas, a las que denomina paléokrystalos. En sus pinturas, comenzó a apartarse de la abstracción, y comenzó a pintar retratos de sus familiares y otras personas de su entorno.
Al cabo de unos pocos años su hijo más joven, el príncipe Ra'ad bin Zeid, contrajo matrimonio y se mudó a Amán. En 1970, falleció en Paris su esposo y Zeid se mudó a Amán en 1975. Allí Zeid creó en 1976 el Real Instituto Jordano Fahrelnissa Zeid de Bellas Artes y durante los siguientes quince años, hasta su muerte en 1991, ella enseñó y patrocinó a un grupo de jóvenes artistas.

## Obras destacadas
- Lucha contra la Abstracción, 1947
- Problemas resueltos, 1948
- Mi infierno, 1951
- Hacia un cielo, 1953
- Alguien del pasado, 1980